# Brooke Pratley
Brooke Pratley (Goulburn, 6 de abril de 1980) es una deportista australiana que compitió en remo.
Participó en dos Juegos Olímpicos de Verano, obteniendo una medalla de plata en Londres 2012, en la prueba de doble scull, y el sexto lugar en Pekín 2008, en el ocho con timonel. Ganó una medalla de oro en el Campeonato Mundial de Remo de 2006.

## Palmarés internacional
| Juegos Olímpicos   | Juegos Olímpicos      | Juegos Olímpicos | Juegos Olímpicos |
| Año                | Lugar                 | Medalla          | Prueba           |
| ------------------ | --------------------- | ---------------- | ---------------- |
| 2012               | Londres (Reino Unido) | Medalla de plata | Doble scull      |
| Campeonato Mundial |                       |                  |                  |
| Año                | Lugar                 | Medalla          | Prueba           |
| 2006               | Eton (Reino Unido)    | Medalla de oro   | Doble scull      |